# Pópulo
Pópulo is een plaats (freguesia) in de Portugese gemeente Alijó en telt 336 inwoners (2001).